# Dizengoff Tower
Dizengoff Tower (hebr. מגדל דיזנגוף) – wieżowiec w osiedlu mieszkaniowym Centrum Tel Awiwu, w mieście Tel Awiw w Izraelu.
Wieżowiec został wybudowany w 1985 w ramach projektu budowy centrum handlowego Centrum Dizengoffa.

## Dane techniczne
Budynek ma 28 kondygnacji i wysokość 93 metrów.
Wieżowiec wybudowano w stylu architektonicznym określanym jako brutalizm. Wzniesiono go z betonu. Elewacja jest w kolorach czarnym i białym. Budynek jest połączony pomostem z kompleksem handlowym położonym na drugiej stronie ulicy Dizengoffa.
W dolnej części wieżowca znajduje się centrum handlowe Centrum Dizengoffa. W budynku swoją siedzibę ma także firma: ESL - Eng. S. Lustig Consulting Engineers Ltd..